# 粟生村
粟生村（あおうむら／あおむら）は、石川県能美郡に存在した村。
現在の能美市粟生町。

## 地理
- 旧・寺井町の北方で、現在の能美市においては西北寄りに位置する。
- 江戸時代は北国街道の粟生宿が置かれていた所である。
- 現在は当地域と手取川北岸との間に手取川橋が架かる（手取川橋の当地寄りには現在、手取フィッシュランドがある）。西方は国道8号の金沢西バイパスが通過し、手取川大橋が架かっている。
- 川：手取川、熊田川
- 寺院：光明寺、静光寺
- 神社：少彦名神社、八幡神社

## 歴史
- 1889年（明治22年）4月1日 - 町村制の施行により、能美郡粟生村、赤井村、西任田村、東任田村、吉光村及び三道山村の区域をもって、能美郡粟生村が発足する。
- 1891年（明治24年）12月18日 - 赤井、西任田、東任田、吉光及び三道山の区域を分立する上で、湊村の区域から分立する吉原の区域が合併して、能美郡吉田村が発足する。粟生村から大字が無くなる。
- 1956年（昭和31年）9月30日 - 寺井野町、粟生村、久常村の区域の内、河原新保（＝現・新保町）、末寺及び秋常の区域及び吉田村の区域の内、東任田、吉光及び三道山の区域が合併して、寺井町が発足する。